# We Gotta Get Out of This Place
We Gotta Get Out of This Place (ibland skrivs titeln We've) är en rocklåt skriven av Cynthia Weil och Barry Mann. Den var först tänkt att spelas in som pianoballad av The Righteous Brothers. Låten spelades in och lanserades av The Animals 1965 sedan deras manager Mickie Most fått höra en demoinspelning av den. Man ändrade lite i texten i The Animals version och musikaliskt är den mycket mer rock och bluesbetonad med en prominent elbasslinga. Texten handlar om en ung man som vill fly en hopplös arbetartillvaro med sin tjej, och hans far som "blivit gråhårig, jobbat och slitit bort sitt liv". Låten blev också på grund av sin refräng mycket associerad med Vietnamkriget och den önskades ofta hos amerikanska arméns radiotjänst American Forces Network.
Magasinet Rolling Stone listade låten som först #233 och senare #235 i deras lista The 500 Greatest Songs of All Time. Den finns med på Rock and Roll Hall of Fames lista "500 låtar som skapade rock'n'roll".

## Listplaceringar
| Lista (1965)   | Position               |
| -------------- | ---------------------- |
| Finland        | 27                     |
| Frankrike      | 23                     |
| Irland         | 5                      |
| Kanada         | 2 (RPM)                |
| Storbritannien | 2                      |
| Sverige        | 6 (Kvällstoppen)       |
| Sverige        | 3 (Tio i topp)         |
| USA            | 13 (Billboard Hot 100) |
| Västtyskland   | 31                     |